# Cantonul Belmont-de-la-Loire
Cantonul Belmont-de-la-Loire este un canton din arondismentul Roanne, departamentul Loire, regiunea Rhône-Alpes, Franța.

## Comune
| Comune                    | Populație (1999) | Cod poștal | Cod INSEE |
| ------------------------- | ---------------- | ---------- | --------- |
| Arcinges                  | 172              | 42460      | 42007     |
| Belleroche                | 251              | 42670      | 42014     |
| Belmont-de-la-Loire       | 1 515            | 42670      | 42015     |
| Le Cergne                 | 701              | 42460      | 42033     |
| Cuinzier                  | 574              | 42460      | 42079     |
| Écoche                    | 506              | 42670      | 42086     |
| La Gresle                 | 830              | 42460      | 42104     |
| Saint-Germain-la-Montagne | 201              | 42670      | 42229     |
| Sevelinges                | 624              | 42460      | 42300     |